# James W. Morrison
James W. Morrison (Mattoon, 15 novembre 1888 – New York, 15 novembre 1974) è stato un attore statunitense del cinema muto.

## Biografia
Negli anni del cinema muto fu una delle prime star della casa cinematografica Vitagraph, specializzato in particolare nell'interpretare eroi romantici o avventurosi, quali Lord Brummel o Capitan Blood. Con l'avvento del sonoro si ritirò dagli schermi per dedicarsi all'attività di insegnante di recitazione.

## Galleria d'immagini

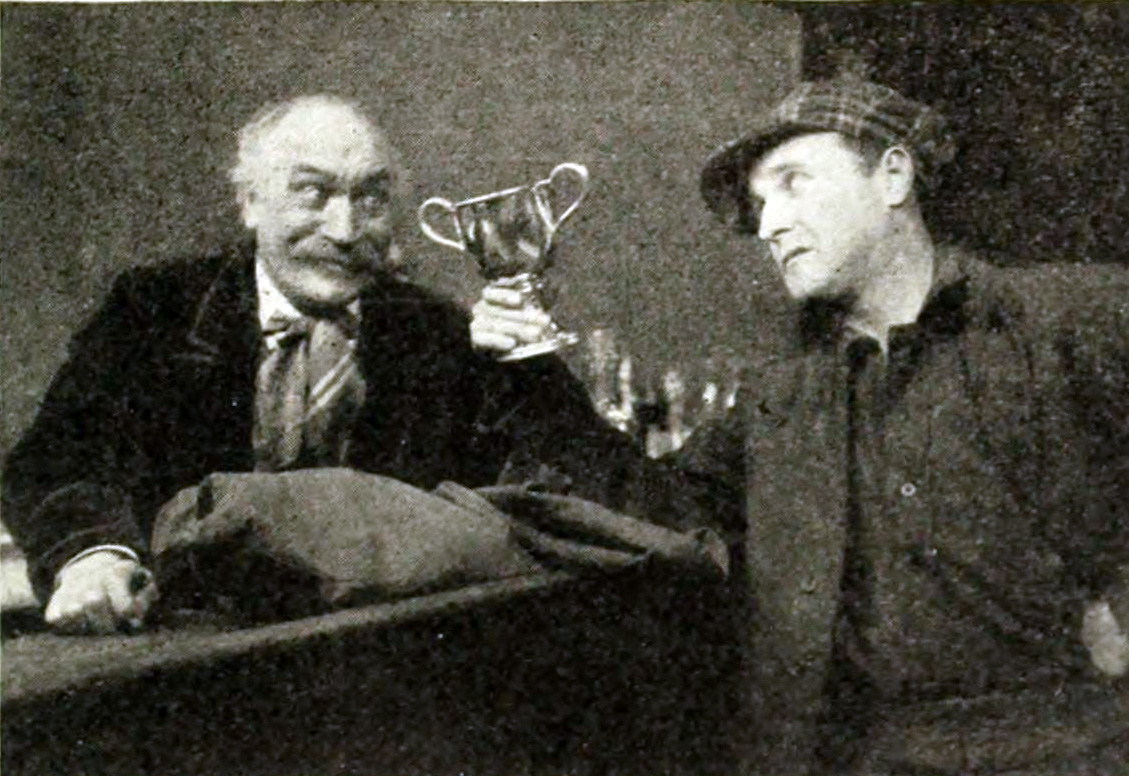
The Redemption of Dave Darcey (1916)
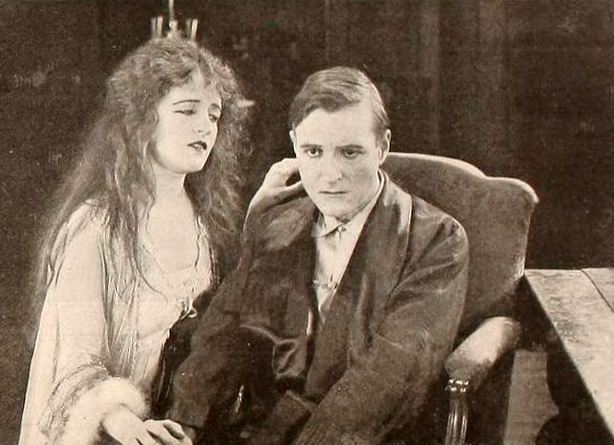
Love Without Question (1920)
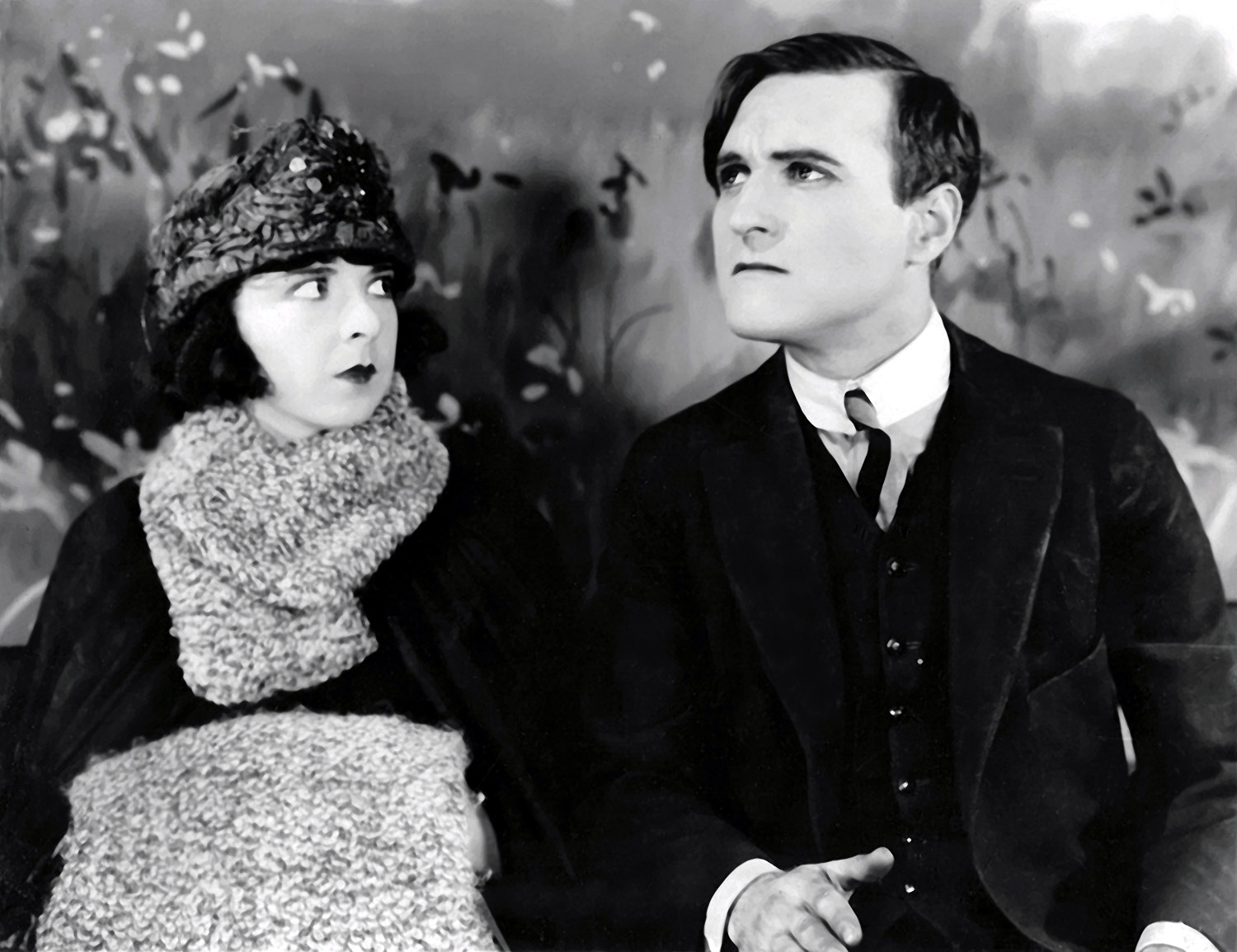
The Nth Commandment (1923)

## Filmografia
- A Tale of Two Cities, regia di William Humphrey o Charles Kent – cortometraggio (1911)
- Betty Becomes a Maid – cortometraggio (1911)
- Easter Babies – cortometraggio (1911)
- Troublesome Secretaries, regia di Ralph Ince – cortometraggio (1911)
- When a Man's Married His Trouble Begins – cortometraggio (1911)
- The Battle Hymn of the Republic, regia di J. Stuart Blackton e Laurence Trimble – cortometraggio (1911)
- The Subduing of Mrs. Nag, regia di George D. Baker – cortometraggio (1911)
- The Geranium, regia di Van Dyke Brooke – cortometraggio (1911)
- She Came, She Saw, She Conquered, regia di Van Dyke Brooke – cortometraggio (1911)
- The Strategy of Ann, regia di George D. Baker – cortometraggio (1911)
- The Death of King Edward III, regia di J. Stuart Blackton – cortometraggio (1911)
- Cherry Blossoms – cortometraggio (1911)
- Over the Chafing Dish – cortometraggio (1911)
- The Mate of the 'John M' – cortometraggio (1911)
- The Fighting Schoolmaster – cortometraggio (1911)
- Kitty and the Cowboys – cortometraggio
- A Message from Beyond – cortometraggio (1911)
- The Life Boat, regia di Jay Hunt – cortometraggio (1911)
- The Younger Brother – cortometraggio (1911)
- Willie's Sister – cortometraggio (1912)
- The First Violin, regia di Van Dyke Brooke – cortometraggio (1912)
- The Struggle – cortometraggio (1912)

- Il settimo figlio (The Seventh Son), regia di Hal Reid – cortometraggio (1912)
- At Scrogginses' Corner, regia di Hal Reid – cortometraggio (1912)
- Captain Jenks' Diplomacy, regia di Van Dyke Brooke – cortometraggio (1912)
- The Pink Pajama Girl – cortometraggio (1912)
- Dr. LaFleur's Theory, regia di Van Dyke Brooke e Maurice Costello – cortometraggio (1912)
- The Serpents, regia di Charles L. Gaskill e Ralph Ince[1]
- An Eventful Elopement, regia di William V. Ranous – cortometraggio (1912)
- The Cylinder's Secret – cortometraggio (1912)
- Yellow Bird, regia di W.V. Ranous – cortometraggio (1912)
- On the Pupil of His Eye, regia di Van Dyke Brooke e Maurice Costello – cortometraggio (1912)
- The Foster Child, regia di Van Dyke Brooke – cortometraggio (1912)
- The Black Sheep, regia di Edwin R. Phillips – cortometraggio (1912)
- The Miracle, regia di Charles L. Gaskill – cortometraggio (1912)
- Suing Susan, regia di Laurence Trimble – cortometraggio (1912)
- The Heart of Esmeralda, regia di W.V. Ranous – cortometraggio (1912)
- The Two Battles, regia di Van Dyke Brooke – cortometraggio (1912)
- Saving an Audience, regia di Van Dyke Brooke – cortometraggio (1912)
- Tommy's Sister, regia di William V. Ranous – cortometraggio (1912)
- Coronets and Hearts – cortometraggio (1912)
- The Higher Mercy, regia di William V. Ranous – cortometraggio (1912)
- The Loyalty of Sylvia – cortometraggio (1912)
- A Vitagraph Romance, regia di James Young – cortometraggio (1912)
- The Indian Mutiny , regia di Frederick A. Thomson – cortometraggio (1912)
- The Adventure of the Italian Model, regia di Van Dyke Brooke – cortometraggio (1912)
- As You Like It, regia di James Stuart Blackton, Charles Kent e James Young – cortometraggio (1912)
- When Persistency and Obstinacy Meet – cortometraggio (1912)
- A Modern Atalanta – cortometraggio (1912)
- Romance of a Rickshaw – cortometraggio (1912)
- The Signal of Distress, regia di Larry Trimble – cortometraggio (1912)
- Following the Star – cortometraggio (1912)
- A Marriage of Convenience, regia di James Young – cortometraggio (1912)
- The Sepoy Rebellion – cortometraggio (1912)
- Two of a Kind, regia di Bert Angeles – cortometraggio (1913)
- Betty's Baby – cortometraggio (1913)
- The Volunteer Strike Breakers, regia di Frederick A. Thomson – cortometraggio (1913)
- Stenographer Troubles, regia di Frederick A. Thomson – cortometraggio (1913)
- Beau Brummel, regia di James Young – cortometraggio (1913)
- Getting Up a Practice, regia di Maurice Costello e W.V. Ranous – cortometraggio (1913)
- The Modern Prodigal – cortometraggio (1913)
- The Web, regia di Ralph Ince – cortometraggio (1913)
- Vampire of the Desert, regia di Charles L. Gaskill – cortometraggio (1913)
- A Lady and Her Maid, regia di Bert Angeles – cortometraggio (1913)
- Cupid Through a Keyhole, regia di Van Dyke Brooke – cortometraggio (1913)
- Tricks of the Trade, regia di Frederick A. Thomson (1913)
- The Butler's Secret, regia di William Humphrey – cortometraggio (1913)
- The Tiger Lily, regia di Van Dyke Brooke – cortometraggio (1913)
- He Fell in Love with His Mother-in-Law, regia di Bert Angeles – cortometraggio (1913)
- A Homespun Tragedy, regia di James W. Castle e Ned Finley – cortometraggio (1913)
- The Sale of a Heart, regia di Maurice Costello e Robert Gaillard – cortometraggio (1913)
- The Swan Girl, regia di Ralph Ince – cortometraggio (1913)
- Up in a Balloon, regia di James Young – cortometraggio (1913)
- A Christmas Story, regia di James W. Castle e Tefft Johnson – cortometraggio (1913)
- Wooing the Cook – cortometraggio (1914)
- Marrying Sue, regia di Tefft Johnson – cortometraggio (1914)
- Children of the Feud, regia di Ned Finley – cortometraggio (1914)
- The First Endorsement, regia di Harry Lambert – cortometraggio (1914)

- My Official Wife, regia di James Young (1914)

- The Wheels of Justice, regia di Theodore Marston (1915)
- A Madcap Adventure, regia di Theodore Marston – cortometraggio (1915)
- Twice Rescued, regia di Theodore Marston – cortometraggio (1915)
- A Wireless Rescue, regia di Theodore Marston – cortometraggio (1915)
- A Fortune Hunter, regia di Theodore Marston – cortometraggio (1915)
- Easy Money, regia di Theodore Marston – cortometraggio (1915)
- Pawns of Mars, regia di Theodore Marston (1915)
- In the Days of Famine, regia di Theodore Marston – cortometraggio (1915)
- Four Grains of Rice, regia di Theodore Marston – cortometraggio (1915)
- The Battle Cry of Peace, regia di J. Stuart Blackton e Wilfrid North (1915)
- What Did He Whisper?, regia di Ulysses Davis – cortometraggio (1915)
- Mortmain, regia di Theodore Marston (1915)
- From Out of the Big Snows, regia di Theodore Marston – cortometraggio (1915)
- The Third Party, regia di Theodore Marston – cortometraggio (1915)
- The Ruling Power, regia di Lionel Belmore – cortometraggio (1915)
- For the Honor of the Crew, regia di William P.S. Earle – cortometraggio (1915)
- The Little Trespasser, regia di C. Jay Williams – cortometraggio (1916)
- The Hero of Submarine D-2, regia di Paul Scardon (1916)
- The Man Hunt, regia di Paul Scardon – cortometraggio (1916)
- The Redemption of Dave Darcey, regia di Paul Scardon (1916)
- The Alibi, regia di Paul Scardon (1916)
- The Dawn of Freedom, regia di Paul Scardon e Theodore Marston (1916)
- Phantom Fortunes, regia di Paul Scardon (1916)
- The Sex Lure, regia di Ivan Abramson (1916)
- The Enemy, regia di Paul Scardon (1916)
- Enlighten Thy Daughter
- Il marchese d'Evremonde (A Tale of Two Cities), regia di Frank Lloyd (1917)
- Two Men and a Woman, regia di William Humphrey (1917)
- Womanhood, the Glory of the Nation, regia di William P.S. Earle, James Stuart Blackton (1917)
- One Law for Both, regia di Ivan Abramson (1917)
- Babbling Tongues, regia di William Humphrey (1917)
- Crazy by Proxy, regia di Al E. Christie – cortometraggio (1917)
- Sins of Ambition, regia di Ivan Abramson (1917)
- Bashful, regia di Alfred J. Goulding – cortometraggio (1917)
- Life or Honor?, regia di Edmund Lawrence (1918)
- Suicidio morale (Moral Suicide), regia di Ivan Abramson (1918)
- Over the Top, regia di Wilfrid North (1918)
- How Could You, Caroline?, regia di Frederick A. Thomson (1918)
- I'm on My Way – cortometraggio (1919)
- Miss Dulcie from Dixie, regia di Joseph Gleason (1919)
- Sacred Silence, regia di Harry F. Millarde (1919)
- Love Without Question, regia di B.A. Rolfe (1920)
- The Midnight Bride, regia di William Humphrey (1920)
- When We Were 21, regia di Henry King (1921)
- Black Beauty, regia di David Smith (1921)
- Sowing the Wind, regia di John M. Stahl (1921)
- A Yankee Go-Getter, regia di Duke Worne (1921)
- Danger Ahead
- The Little Minister, regia di David Smith (1922)
- Handle with Care, regia di Phil Rosen (1922)
- Shattered Idols, regia di Edward Sloman (1922)
- Only a Shop Girl, regia di Edward J. Le Saint (1922)
- The Dangerous Age, regia di John M. Stahl (1923)
- The Nth Commandment, regia di Frank Borzage (1923)
- The Little Girl Next Door, regia di W. S. Van Dyke (1923)
- The Man Next Door, regia di Victor Schertzinger (1923)
- The Unknown Purple, regia di Roland West (1923)
- On the Banks of the Wabash, regia di J. Stuart Blackton (1923)
- Held to Answer, regia di Harold M. Shaw (1923)
- Il vino della giovinezza (Wine of Youth), regia di King Vidor (1924)
- Captain Blood, regia di David Smith e Albert E. Smith (1924)
- The Pride of the Force
- Wreckage, regia di Scott R. Dunlap (1925)
- Don't, regia di Alfred J. Goulding (1925)
- The Count of Luxembourg, regia di Arthur Gregor (1926)
- The Seventh Bandit, regia di Scott R. Dunlap (1926)
- The Impostor, regia di Chester Withey (1926)
- Twin Flappers (1927)